# Liste des monuments historiques de Saint-Omer
Ce tableau présente la liste de tous les monuments historiques classés ou inscrits dans la ville de Saint-Omer, Pas-de-Calais, France.
Vingt-neuf monuments historiques sont référencés dans la ville.

## Liste
| Monument                                                                  | Adresse                                         | Coordonnées                      | Notice         | Protection     | Date      | Illustration                                                            |
| ------------------------------------------------------------------------- | ----------------------------------------------- | -------------------------------- | -------------- | -------------- | --------- | ----------------------------------------------------------------------- |
| Abbaye Saint-Bertin                                                       |                                                 | 50° 45′ 03″ nord, 2° 15′ 50″ est | « PA00108401 » | Classé         | 1840      | Abbaye Saint-Bertin                                                     |
| Bailliage (Façade et toiture sur rue)                                     | 42bis place du Maréchal-Foch                    | 50° 45′ 02″ nord, 2° 15′ 04″ est | « PA00108402 » | Inscrit        | 1948      | Bailliage(Façade et toiture sur rue)                                    |
| Casernes de la Barre                                                      | rue de l'Ecu-d'Artois boulevard Pierre-Guillain | 50° 45′ 08″ nord, 2° 14′ 59″ est | « PA62000044 » | Inscrit        | 2001      | Casernes de la Barre                                                    |
| Cathédrale Notre-Dame                                                     | enclos Notre-Dame                               | 50° 44′ 50″ nord, 2° 15′ 08″ est | « PA00108403 » | Classé         | 1840      | Cathédrale Notre-Dame                                                   |
| Collège des Jésuites anglais Hôpital miliaire Coste Lycée Alexandre-Ribot | rue Saint-Bertin                                | 50° 44′ 57″ nord, 2° 15′ 29″ est | « PA00108404 » | Classé         | 1930      | Collège des Jésuites anglaisHôpital miliaire CosteLycée Alexandre-Ribot |
| Collège des Jésuites wallons Lycée Alexandre-Ribot                        | 42 rue Gambetta rue du Lycée rue au Vent        | 50° 44′ 52″ nord, 2° 15′ 23″ est | « PA00108405 » | Classé Inscrit | 1942 1977 | Collège des Jésuites wallonsLycée Alexandre-Ribot                       |
| Église Saint-Denis                                                        | place Saint-Denis                               | 50° 44′ 58″ nord, 2° 15′ 27″ est | « PA00108406 » | Classé         | 1989      | Église Saint-Denis                                                      |
| Église Saint-Sépulcre                                                     | enclos du Saint-Sépulcre                        | 50° 45′ 09″ nord, 2° 15′ 15″ est | « PA00108407 » | Classé         | 1982      | Église Saint-Sépulcre                                                   |
| Fontaine Sainte-Aldegonde                                                 | place Victor-Hugo                               | 50° 44′ 54″ nord, 2° 15′ 07″ est | « PA00108408 » | Classé         | 1981      | Fontaine Sainte-Aldegonde                                               |
| Gare                                                                      | place du 8-mai-1945                             | 50° 45′ 14″ nord, 2° 16′ 00″ est | « PA00108409 » | Inscrit        | 1984      | Gare                                                                    |
| Hôpital général Hôtel de ville                                            | rue Saint-Sépulcre                              | 50° 45′ 08″ nord, 2° 15′ 14″ est | « PA00108410 » | Inscrit        | 1947      | Hôpital généralHôtel de ville                                           |
| Hôpital Saint-Jean                                                        | 31 rue de Wissocq                               | 50° 45′ 03″ nord, 2° 15′ 18″ est | « PA62000045 » | Inscrit        | 2001      | Image manquante Téléverser                                              |
| Hôtel de Berghes                                                          | 20 rue Saint-Bertin                             | 50° 44′ 56″ nord, 2° 15′ 26″ est | « PA00108411 » | Inscrit        | 1976      | Hôtel de Berghes                                                        |
| Théâtre                                                                   | 1 place du Maréchal-Foch                        | 50° 45′ 01″ nord, 2° 15′ 07″ est | « PA00108413 » | Inscrit        | 1977      | Théâtre                                                                 |
| Hôtel particulier au 7, rue Léon-Belly de Saint-Omer                      | 7, rue Leon-Belly                               | 50° 44′ 56″ nord, 2° 15′ 23″ est | « PA62000162 » | Inscrit        | 2019      | Image manquante Téléverser                                              |
| Hôtel Sandelin Musée Sandelin                                             | 14 rue Carnot                                   | 50° 44′ 57″ nord, 2° 15′ 16″ est | « PA00108412 » | Classé Inscrit | 1955 1957 | Hôtel SandelinMusée Sandelin                                            |
| Immeuble                                                                  | 5 place Victor-Hugo 1 rue Sainte-Aldegonde      | 50° 44′ 54″ nord, 2° 15′ 07″ est | « PA00108422 » | Inscrit        | 1981      | Immeuble                                                                |
| Magasin à poudre                                                          | 39 boulevard de Strasbourg 9 rue Hector-Piers   | 50° 45′ 20″ nord, 2° 15′ 18″ est | « PA00108460 » | Inscrit        | 1990      | Image manquante Téléverser                                              |
| Maison                                                                    | 5 rue Henri-Dupuis                              | 50° 44′ 55″ nord, 2° 15′ 04″ est | « PA00108418 » | Inscrit        | 1948      | Maison                                                                  |
| Maison                                                                    | 7 rue Henri-Dupuis                              | 50° 44′ 54″ nord, 2° 15′ 04″ est | « PA00108419 » | Inscrit        | 1948      | Maison                                                                  |
| Maison                                                                    | 136 rue de Dunkerque                            | 50° 45′ 11″ nord, 2° 15′ 29″ est | « PA00108416 » | Inscrit        | 1986      | Maison                                                                  |
| Maison à pignon                                                           | 29 rue du Soleil                                | 50° 45′ 15″ nord, 2° 15′ 29″ est | « PA00108421 » | Inscrit        | 1988      | Maison à pignon                                                         |
| Maison des Trois Roys                                                     | 27 rue de l'Ecusserie                           | 50° 44′ 53″ nord, 2° 15′ 16″ est | « PA00108417 » | Inscrit        | 1946      | Maison des Trois Roys                                                   |
| Maison                                                                    | 28 rue Louis-Martel                             | 50° 44′ 56″ nord, 2° 15′ 06″ est | « PA00108420 » | Inscrit        | 1948      | Image manquante Téléverser                                              |
| Maison au 41, rue Saint-Martin de Saint-Omer                              | 41, rue Saint-Martin                            | 50° 45′ 23″ nord, 2° 16′ 21″ est | « PA62000161 » | Inscrit        | 2019      | Image manquante Téléverser                                              |
| Motte castrale de Saint-Omer et prison du bailliage                       | 1bis place Sithieu                              | 50° 44′ 49″ nord, 2° 15′ 14″ est | « PA62000052 » | Inscrit        | 2003      | Motte castrale de Saint-Omeret prison du bailliage                      |
| Palais épiscopal Palais de justice                                        | rue des Tribunaux                               | 50° 44′ 52″ nord, 2° 15′ 13″ est | « PA00108414 » | Inscrit        | 1946      | Palais épiscopalPalais de justice                                       |
| Salle de concert                                                          | Place Saint-Jean                                | 50° 45′ 01″ nord, 2° 15′ 39″ est |                | Inscrit        | 2021      | Image manquante Téléverser                                              |
| Séminaire épiscopal                                                       | 49bis rue Léon-Gambetta 2, 4 place Maginot      | 50° 44′ 51″ nord, 2° 15′ 29″ est | « PA00108415 » | Inscrit Classé | 1947 1977 | Image manquante Téléverser                                              |

## Détails
- Abbaye Saint-Bertin (ruines), édifiée de 1325 à 1520, bien national en 1789 et détruite par la municipalité en 1830.

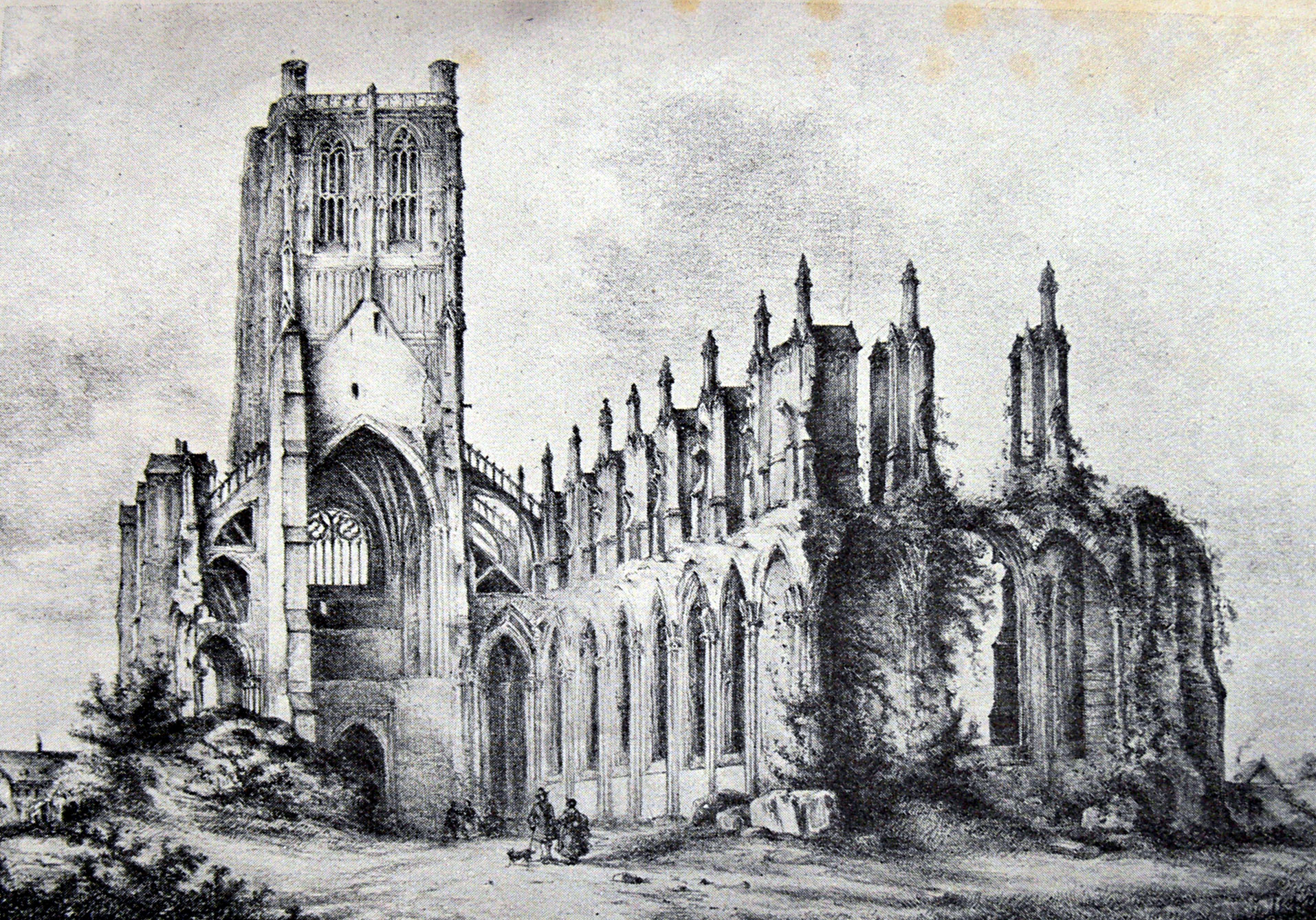
Ruines de l'église Saint-Bertin, en 1850 (lithographie)
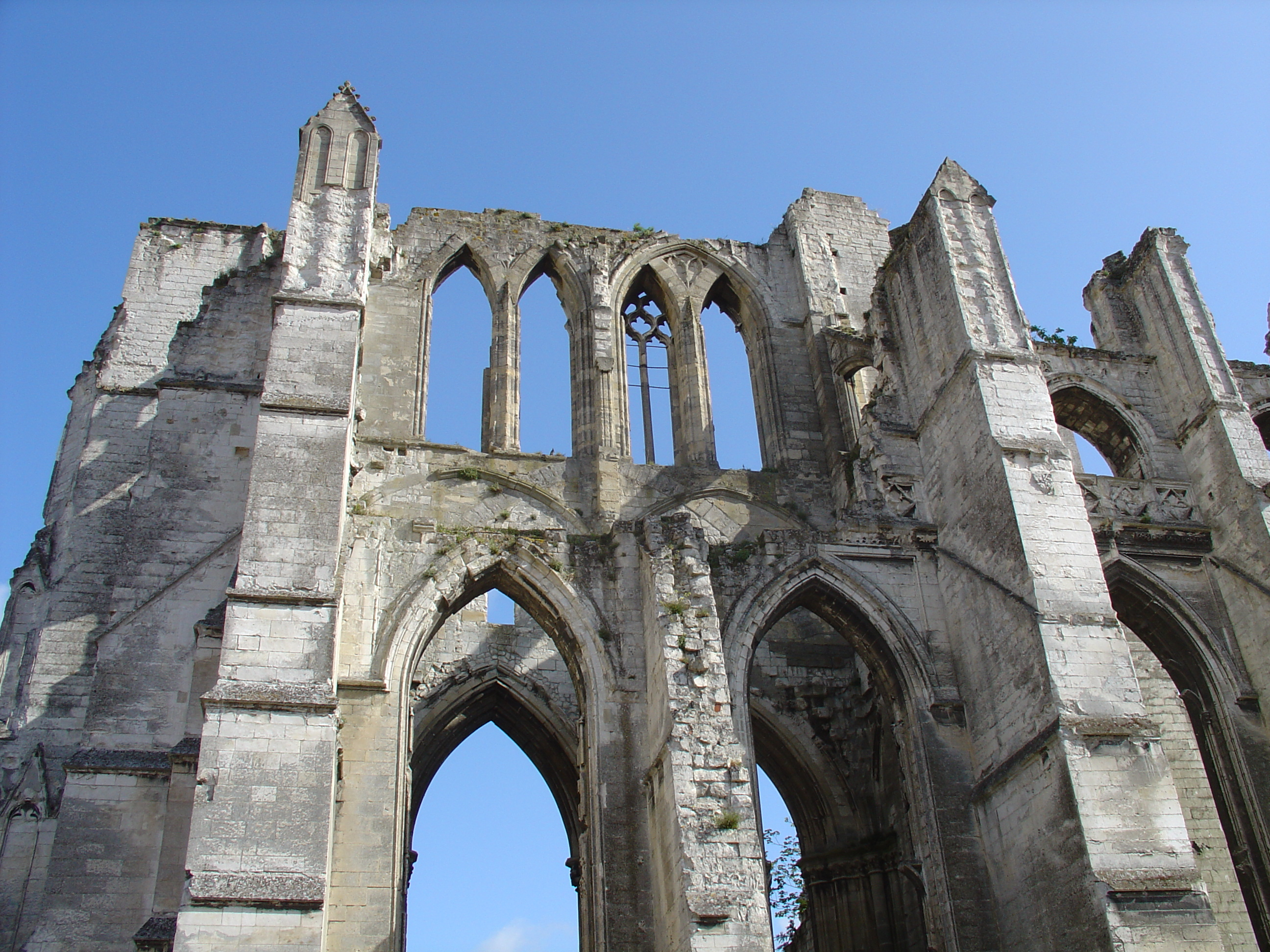
Ruines de l'église Saint-Bertin, aujourd'hui

- Cathédrale Notre-Dame : Modeste chapelle à l'origine (VIIe siècle), elle fut agrandie pour devenir collégiale entre le XIIIe et le XVIe siècle. Chapelle qui fut à l'origine situé sur la grande place actuelle de la ville. La localisation de cet ancien site est donnée par un médaillon en bronze sur l'une des entrées Sud de la place. Elle devient ensuite cathédrale en 1561, après la destruction de Thérouanne par Charles Quint. Elle abrite le cénotaphe de saint Omer, un tableau de Rubens représentant la descente de Croix, et aussi la châsse de saint Erkembode.

- Collège des Jésuites wallons : Ancienne église (chapelle des Jésuites) : classement par arrêté du 11 juillet 1942 ; Façades et toitures des bâtiments des XVIIe et XVIIIe siècles ; couloir voûté et escalier avec sa cage du bâtiment du XVIIIe siècle (cad. AT 425) : inscription par arrêté du 7 février 1977.

- Église Saint-Denis : Église gothique du XIIIe siècle, elle abrite plusieurs monuments funéraires dont une partie du tombeau de Guillaume Fillastre, évêque de Thérouanne, chancelier de l’ordre de la Toison d'or, mort en 1473 (et un fragment de la Céne terracotta invetriata d'Andrea della Robbia).

- Église Saint-Sépulcre : Elle fut érigée en l'honneur de trois seigneurs de la région ayant participé aux croisades.

- Hôpital général : Construit en 1702 par Louis-Alphonse de Valbelle, évêque de Saint-Omer nommé par Louis XIV, sur les plans de Bernard Joseph de Neufville.

- Musée de l'hôtel Sandelin : Installé dans l’ancienne salle à manger[3] ; deux salons lui faisant suite (cad. B 698, 699) : classement par arrêté du 7 juillet 1955 ; Portail principal et les murs le cantonnant ; façades et toitures des bâtiments entourant la cour d'honneur ; sol de la cour d'honneur ; façade postérieure et toiture correspondante ; sol du jardin ; façades et toitures des bâtiments donnant sur la rue du Theil-Cheix-d'Estange (cad. B 698, 699) : inscription par arrêté du 2 mai 1957.

- Séminaire épiscopal : de style flamand (pignon à pas de moineaux) fut édifié de 1605 à 1625.

## Pour approfondir